# Lake megye (Ohio)
Lake megye az Amerikai Egyesült Államokban, azon belül Ohio államban található. Megyeszékhelye Painesville, legnagyobb városa Mentor. Lakosainak száma 232 603 fő (2020. április 1.). Lake megye Geauga, Cuyahoga és Ashtabula megyékkel határos.

## Népesség
A megye népességének változása:
| Lakosok száma | 230 018 | 229 895 | 229 528 | 229 857 | 229 245 | 232 603 |
|               | 2010    | 2011    | 2012    | 2013    | 2015    | 2020    |